# ブラケットターン
ブラケットターンとは、フィギュアスケートで行われる片足ターンの一種である。

## 技術

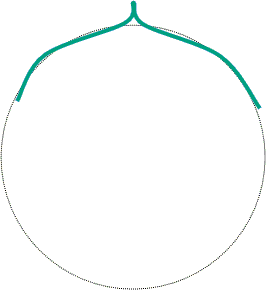
ブラケットターンのダイアグラム（進行経路の図式）

ブラケットは軌道が括弧記号(bracket)を描いているように見えることからこのように呼ばれている。
ロッカーやカウンターとは異なり、ターンの前後でエッジの向きが変わるため、カーブの方向が同一になり、軌道が円形になる。また、ターン前の軌道の方向とターンの回転方向が逆になる。(スリーターンとの相違はここのみである。)

例えば、右図で言うと、左足のフォアアウトエッジで開始する場合、左側の緑色の弧から始まって、中央のくぼみで時計回りにターンを行い、左足のバックインサイドエッジにチェンジエッジをして、そのまま同一方向に弧を描く。LFO→LBI

つまり、ブラケットターンは全部で8通りある。
- 足が右足か左足か (R or L)
- 進行方向が前か後ろか (F or B)
- 開始のエッジがインエッジかアウトエッジか (I or O)

2x2x2=8通り